# Kiera Hogan
Pour les articles homonymes, voir Hogan.
Kiera Hogan (née le 16 septembre 1994 à Decatur) est une catcheuse américaine. Elle travaille actuellement à la All Elite Wrestling, sous le même nom.

## Carrière de catcheuse

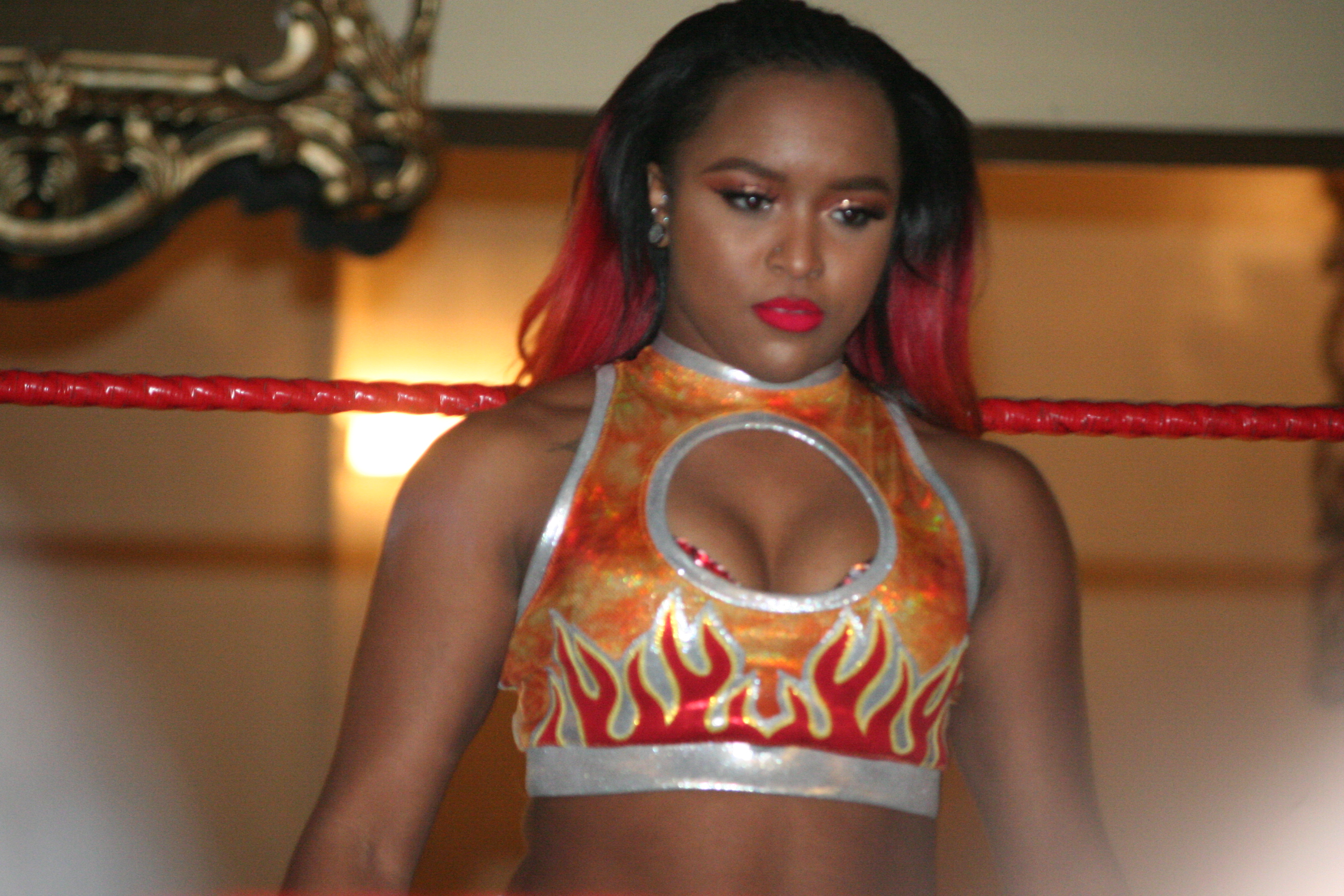
Kiera Hogan, AWE 2017.

### Débuts
Kiera Hogan commence à travailler comme annonceuse dans des petites fédérations de catch de Géorgie. Elle décide de devenir catcheuse et recherche sur internet une école de catch près de chez elle. Elle tombe sur l'école de la World Wrestling Alliance 4 (WWA4) dirigé par Curtis Hughes (en). Hughes est d'abord retissant à l'entraîner à cause de son physique assez petit même pour une catcheuse avant de changer d'avis. Elle fait ses premiers combats en 2015 à la WWA4 et dans diverses fédérations de Géorgie.

### Women Superstars Uncensored(2016-2018)
Kiera Hogan commence à travailler pour la Women Superstars Uncensored (WSU) le 10 septembre 2016 où elle perd un combat face à Taeler Hendrix.
Le 11 février 2017 au cours de WSU 10th Anniversary, elle remporte le championnat Spirit de la WSU après sa victoire face à Su Yung et Veda Scott (en). Elle défend son titre avec succès le 13 mai face à Lana Austin. Le 9 septembre, elle fait équipe avec Brandon Watts durant le tournoi King & Queen of the Ring 2017. Ils éliminent Ray Lyn et Tim Donst au premier tour avant de se faire sortir par Blackwater et Su Yung en demi-finale.
Le 16 juin 2018, elle perd son titre de championne Spirit de la WSU face à Jordynne Grace.

### Women of Wrestling(2019-...)
Fin 2018, David McLane qui est le fondateur de la Women of Wrestling (WOW) appelle Hogan pour lui demander si elle souhaite apparaître dans sa nouvelle émission télévisée. Hogan accepte et propose d'incarner Fire et incarne sur le ring de cette fédération une super-héroïne,. Le 18 janvier 2019, AXS TV (en) diffuse le premier épisode de cette émission télévisée où Fire bat Abilene Maverick (en).
Le 19 octobre 2019, la WOW organise un tournoi pour désigner les championnes du monde par équipes. Fire y participe avec Adrenaline et éliminent Dagger et Temptress au premier tour ce jour-là. Le 2 novembre, elles se hissent en demi-finale en sortant Amber O'Neal et Jessie Jones (en).

### All Elite Wrestling (2021-...)
Le 20 août 2021 à Rampage, elle fait ses débuts à la All Elite Wrestling, en tant que , en perdant face à Jade Cargill.  
Le 16 octobre à Dynamite, elle fait ses débuts dans le show hebdomadaire en perdant face à Penelope Ford. Le 19 novembre, elle signe officiellement avec la compagnie.
Le 13 avril 2022 à Dynamite, Red Velvet et elle effectuent un Heel Turn en s'alliant officiellement avec Jade Cargill, formant ainsi les Baddies.
Le 20 juillet à Fyter Fest - Night 2, Jade Cargill et elle battent Athena et Willow Nightingale.
Le 23 novembre à Dynamite, elle effectue un Face Turn, car Mark Sterling lui annonce être renvoyée du groupe des Baddies.

## Vie privée

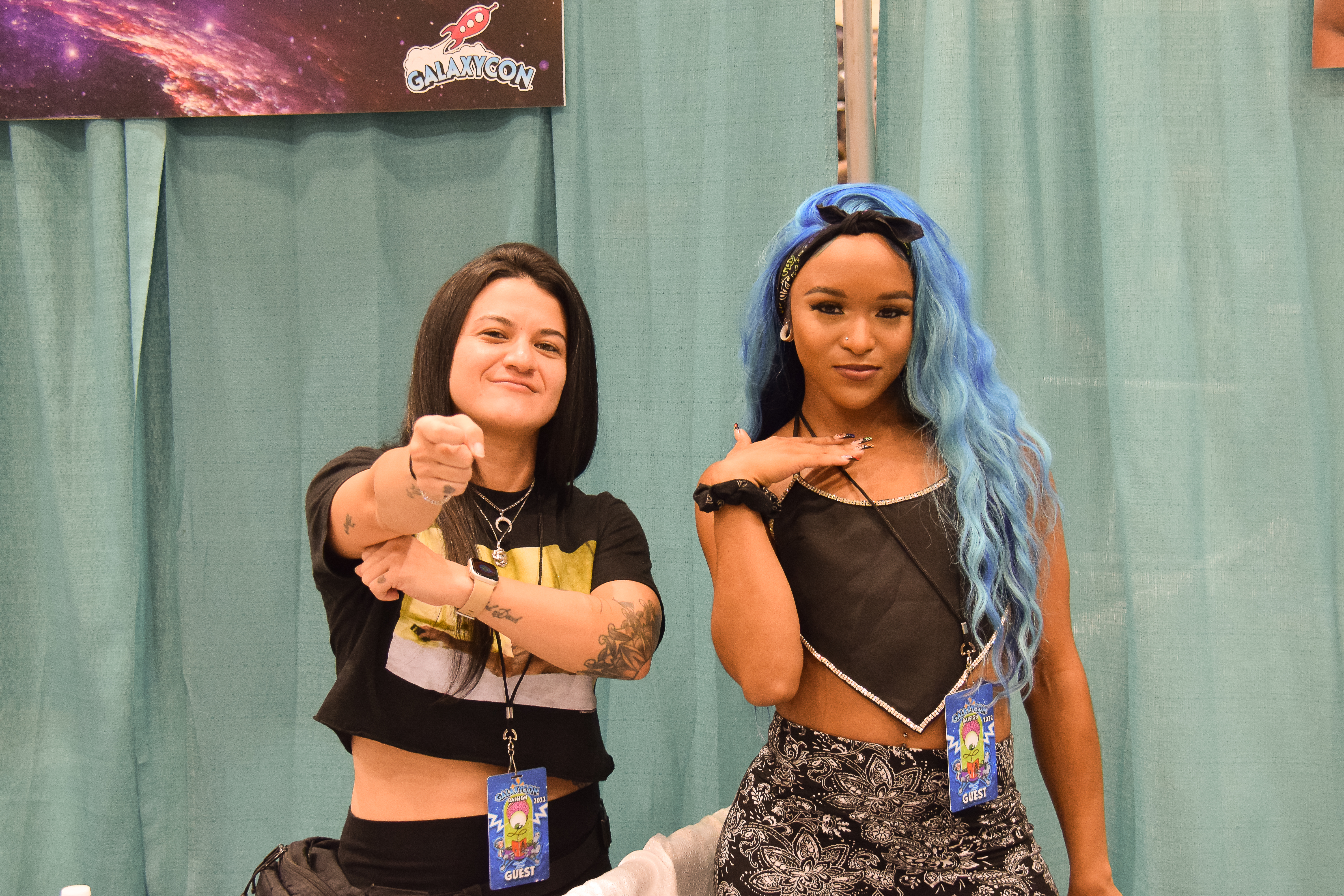
Diamante et Kiera Hogan.

Le 20 juillet 2019, Kiera Hogan annonce sur les réseaux sociaux qu'elle est en couple avec la catcheuse Priscilla Zuniga connue sous le nom de ring de Diamante.

## Palmarès
- Impact Wrestling

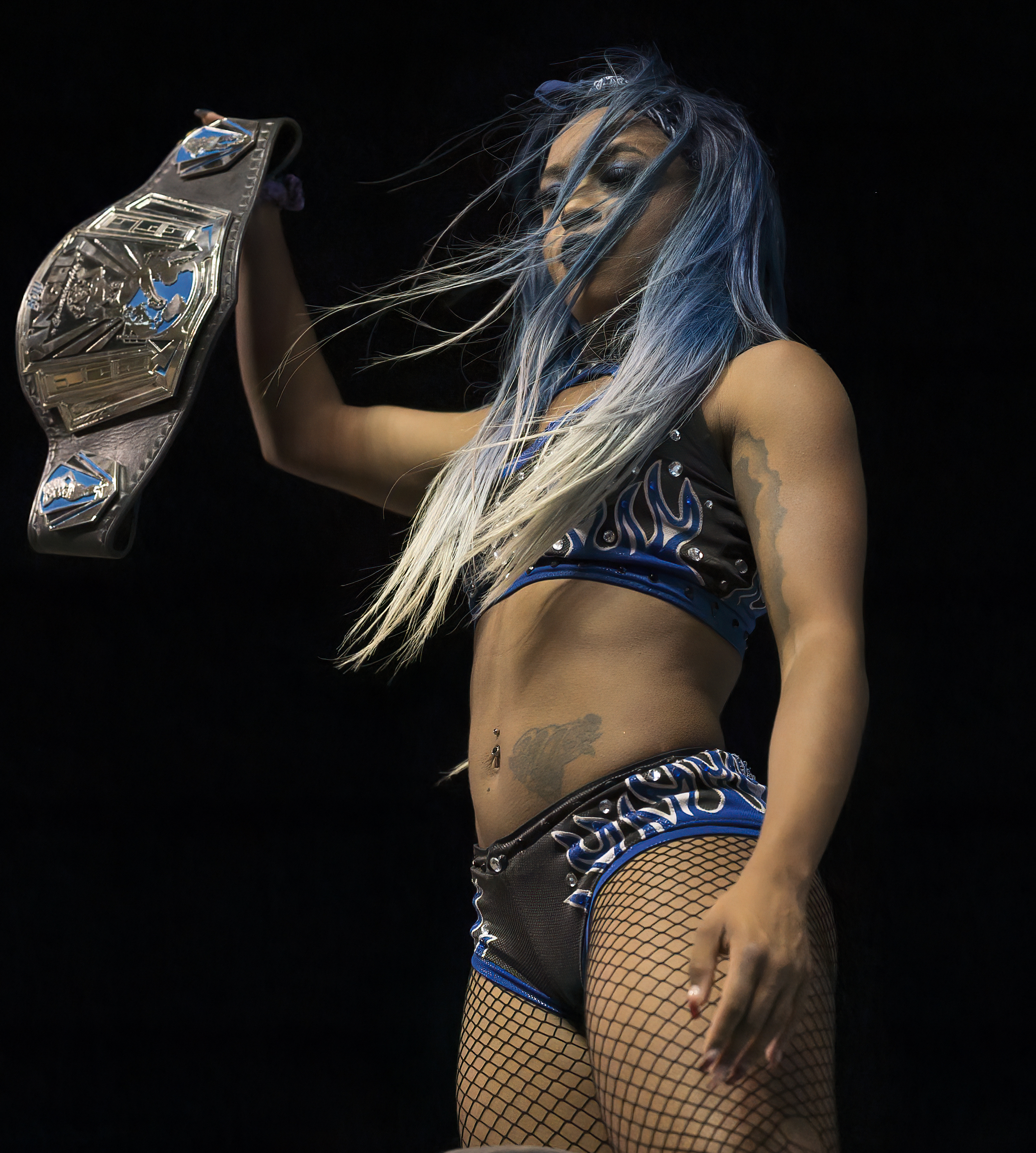
Kiera Hogan brandissant la ceinture de championne féminine de la River City Wrestling.

  - 1 fois Impact Knockout Tag Team Champion avec Tasha Steelz

- River City Wrestling (RCW)
  - 1 fois championne féminine de la RCW[20]

- Women of Wrestling (WOW)
  - 1 fois championne par équipes de la WOW avec Adrenaline
  - WOW Tag Team Championship Tournament (2019) avec Adrenaline

- Women Superstars Uncensored (WSU)
  - 1 fois championne Spirit de la WSU[21]

- World Wrestling Alliance 4 (WWA4)
  - 1 fois championne inter-genre de la WWA4

## Récompenses des magazines
Pro Wrestling Illustrated
| Année | 2018 | 2019 | 2020 | 2021 | 2022 | 2023 | 2024 |
| ----- | ---- | ---- | ---- | ---- | ---- | ---- | ---- |
| Rang  | 67   | 54   | 60   | 55   | 100  | 154  | 179  |